# キャンディード
『キャンディード』（Candide）は、ヴォルテールの『カンディード、あるいは楽天主義説』（Candide, ou l'Optimisme）を原作とした舞台作品である。ジャンルに関して一意に分類することは難しく、ミュージカルともオペレッタともライト・オペラともコミック・オペラとも、あるいは（純粋な）オペラともいえる。
原作と舞台では日本語の題名・登場人物の呼称が一部異なっている。以下、「キャンディード」は舞台作品を指し、「カンディード」は原作を指す。

## 概要
脚本はリリアン・ヘルマンが手がけ、音楽はレナード・バーンスタインが作曲、作詞は主にリチャード・ウィルバーが担当し、スティーヴン・ソンドハイム、バーンスタインらによって補筆がなされている。
特に序曲が有名で、速いテンポで拍子がよく変わることが特徴である。他にアリアとして「Glitter and Be Gay」、自分の生き方に目覚めたキャンディードが全員とともに歌って大団円を迎える「Make Our Garden Grow」などが著名である。特に「Glitter ...」は、コロラトゥーラ・ソプラノに超絶技巧を要求する難曲として知られ、一流ソプラノが単独で歌ってみせることも多い。
1956年に初演されたが、この時は興行的には失敗であった。以後改訂が重ねられ、バーンスタイン自身による1989年の改訂が完全版とされている。
吹奏楽への編曲に、序曲およびクレア・グランドマン (Clare Grundman) による5曲を抜粋した組曲がある。
テレビ朝日『題名のない音楽会』では佐渡裕が司会を務めていた2008年4月から2015年9月まで、序曲が番組テーマ曲として使われていた。

## 主な登場人物
キャンディードテノール、主人公
クネゴンデソプラノ、キャンディードの恋の相手（原作ではキュネゴンド）
パングロス博士バリトン、キャンディード、クネゴンデの家庭教師
オールドレディーソプラノ、原作では老婆
マキシミリアンテノール、クネゴンデの兄（原作では名前がない）
パケットソプラノ、クネゴンデの家の小間使い
ヴォルテール原作者。歌わないが「狂言回し」的な役割。演奏会形式ではナレーターがこれに代わる

## 製作の経緯
ミュージカル『オン・ザ・タウン』などで作曲家として成功を収めたバーンスタインは、劇作家リリアン・ヘルマンの勧めで『カンディード』の舞台化に着手した。このとき『ウエスト・サイド物語』も同時に手がけていたが、これを後回しにした。
ヘルマンとバーンスタインが興味を持ったのは、それぞれが赤狩りの影響で迫害されたことから、出版と同時に弾圧を受けながらも読み継がれた原作の精神に共鳴したからとされる。特にバーンスタインは宗教裁判のシーンに興味を持ったとされる。
しかし興行的には十分な結果を収めたとはいえず、短期間の上演で打ち切られた。以後、改訂を繰り返すが、バーンスタインが加わったのは1989年の改訂時のみである。この時は大幅な改訂を行い、演奏会形式で上演された。バーンスタインはこの作品のことを「靴の中の小石」と形容し、改訂に意欲的だったという。

## 曲目
以下は1989年版による。
1. Overture
2. Westphalia Chorale
3. Life Is Happiness Indeed
4. Best Of All Possible Worlds
5. Universal Good
6. Oh, Happy We
7. It Must Be So（Candide's Meditation）
8. Westphalia
9. Battle Music
10. Candide's Lament
11. Dear Boy
12. Auto-Da-Fe（What A Day）
13. Candide Begins His Travels; It Must Be Me（2nd Meditation）
14. Paris Waltz
15. Glitter And Be Gay
16. You Were Dead, You Know
17. I Am Easily Assimilated（Old Lady's Tango）
18. Quartet Finale
19. Universal Good
20. My Love
21. We Are Women
22. Pilgrim's Procession-Alleluia# Quiet
23. Introduction To Eldorado
24. Ballad Of Eldorado
25. Words, Words, Words
26. Bon Voyage
27. Kings' Barcarolle
28. Money, Money, Money
29. What's The Use
30. Venice Gavotte
31. Nothing More Than This
32. Universal Good
33. Make Our Garden Grow

## ミュージカル日本公演
作曲レナード・バーンスタイン
演出宮本亜門（2001年、2004年）、ジョン・ケアード（2010年）
指揮佐渡裕（2001年）、デイヴィッド・C・アベル（2004年）、塩田明弘（2010年）

### 出演
| 公演年 | キャンディード | クネゴンデ                     | パングロス博士 | オールドレディー | マキシミリアン | パケット         | カカンボ | マーティン | ヴォルテール |
| ------ | -------------- | ------------------------------ | -------------- | ---------------- | -------------- | ---------------- | -------- | ---------- | ------------ |
| 2001年 | 石井一孝       | 増田いづみ 日紫喜恵美 鵜木絵里 | 黒田博         | 中島啓江         | 岡幸二郎       | シルビア・グラブ | 斎藤桐人 | 佐山陽規   | 岡田真澄     |
| 2004年 | 中川晃教       | 鵜木絵里 幸田浩子              | 岡幸二郎       | 郡愛子           | 新納慎也       | 宮本裕子         | 坂元健児 | 佐山陽規   | 辰巳琢郎     |
| 2010年 | 井上芳雄       | 新妻聖子                       | 市村正親       | 阿知波悟美       | 坂元健児       | 須藤香菜         | 駒田一   | 村井国夫   | 市村正親     |

### 公演DVD
- 収録日・場所： 2004年5月　東京国際フォーラムホールC
- ディスク枚数： 2枚
- 収録時間：　Disc1（1幕85分）／Disc2（2幕82分） 特典映像 TOTAL43分
- 映像特典：
  - クネゴンデ・鵜木絵里ヴァージョン3曲収録
  - メイキング（スタジオ・リハ／オケ・リハ／ステージ・リハ／舞台仕込ダイジェスト／初日会見&初日千秋楽／千秋楽カーテンコール）
  - インタビュー（1.宮本亜門　2.デイヴィッド・C・アベル　3.中川晃教　4.ニール・パテル）
- 音声特典： 副音声コメンタリー：宮本亜門＆中川晃教